# بوآی شنی تاتاری
 بوای شنی تاتاری(نام علمی: Eryx tataricus) نام یک گونه از تیره اژدرماران است.